# Dee Brown (cestista 1984)
Daniel Harris Brown, detto Dee (Jackson, 17 agosto 1984), è un ex cestista e allenatore di pallacanestro statunitense, professionista nella NBA, in Europa e in Asia.
Era un playmaker di 183 cm.

## Caratteristiche
Dee Brown è uno dei giocatori più veloci in campo aperto proveniente dal basket collegiale americano, tanto da meritarsi il soprannome di "One Man Fastbreak". È un playmaker con grande senso del gioco, abile nell'attirare a sé i raddoppi degli avversari per poi servire con precisione i compagni liberi. Ha imparato col tempo a razionare i tentativi di tiro, preferendo il gioco di squadra a quello individuale, mettendo in evidenza i punti di forza dei suoi compagni.
Pur non essendo una macchina da punti, non sfigura come tiratore. Nei suoi anni al college ha dimostrato più volte di poter risolvere da solo la partita, con buone percentuali da tre punti (43,4% al suo terzo anno di college), tiri in avvicinamento e in lay-up, in situazione di arresto e tiro e soprattutto in uscita dai blocchi, sfruttando la propria rapidità per liberarsi dalla marcatura.
Brown si distingue per la capacità di tenere sempre basso il palleggio, evitando di subire sciocchi contropiedi scaturiti da palle rubate, che invece sono il suo marchio di fabbrica. Grazie ai piedi veloci e la capacità nello scivolamento laterale riesce infatti sovente a ostacolare il gioco del portatore di palla avversario e a rubare palloni da appoggiare al canestro in un batter d'occhi.
Predilige il gioco rapido, trovandosi a volte in difficoltà nell'impostare da fermo azioni pericolose. Ma in definitiva copre il proprio ruolo egregiamente se utilizzato a lungo, per potersi adattare al gioco degli avversari e studiare così i punti deboli su cui far leva per segnare e mandare a canestro i suoi compagni.
Pur avendo sviluppato una discreta massa muscolare, non ha sfondato in NBA, in cui alla tecnica vengono spesso preferite l'altezza, l'atletismo verticale e la capacità di attaccare con decisione il canestro. Tutte carenze di un giocatore come Brown, che pure ha saputo cogliere al volo diverse occasioni di scendere in campo tra i Pro americani, ma non è mai risultato in grado di competere con gente come il compagno, ai tempi di Washington, Gilbert Arenas.

## Carriera

### High school
Nato nel Mississippi, Brown si è trasferito da piccolo a Maywood nell'Illinois, dove ha frequentato la Proviso East High School. Qui si è guadagnato le attenzioni degli esperti e dei media, che nel 2002 lo hanno insignito di premi come: "Illinois Mr. Basketball", "Illinois' Gatorade Player of the Year", "McDonald's All-American", "Champaign-Urbana News-Gazette Illinois Player of the Year", "First-Team All-State" decretato da IBCA, Chicago Tribune, Chicago Sun-Times, e dalla Champaign-Urbana News-Gazette.
Ha finito la sua carriera all'High School come il migliore di sempre del suo istituto nelle classifiche di punti, assist e palle rubate, con una media di 25,6 punti, 5,5 assist e 2,9 rubate a partita, oltre al 44% al tiro da tre e alle 12 triple segnate nella partita in cui ha rifilato 42 punti alla Addison Trail High School.
La nota curiosa è che fino alla stagione 2001-02 ha giocato anche a football, come quarterback nella squadra scolastica, con ottimi risultati, ricevendo le offerte di Florida State University e della University of Nebraska.

### College
Dal 2002 al 2006 ha frequentato la University of Illinois at Urbana-Champaign, in cui è stato protagonista nella squadra di Division I NCAA degli "Illinois Fighting Illini".
Subito è stato schierato titolare, seppure come guardia, e non ha tardato a mostrare il suo talento. Insieme al play Deron Williams e alla guardia Luther Head ha formato un pacchetto esterni formidabile, contribuendo a portare gli Illini prima al titolo della Big Ten Conference nel 2003 e poi fino al titolo Regionale del Midwest e alla finale nazionale NCAA nel 2005, persa contro North Carolina.
Dopo tre anni torna a giocare come play e cambia in parte il suo gioco, concentrandosi più sugli assist che sulle soluzioni individuali, pur dovendosi più volte caricare sulle spalle la squadra, priva dei suoi due ex compagni di reparto, passati in NBA.
Anche Dee aveva dichiarato durante l'estate la propria eleggibilità come pro, ma un infortunio alla caviglia lo ha fatto tornare sui suoi passi, decidendo di completare il quadriennio al college. Nell'ultimo anno si è messo comunque in mostra, guadagnandosi la chiamata al Draft NBA 2006 degli Utah Jazz al 46º turno.
Come collegiale ha ottenuto molti riconoscimenti: "Big Ten Conference Men's Basketball 1st Team" (2005 e 2006), "Big Ten Conference Men's Basketball Player of the Year" (2005), "NCAA Men's Basketball All-Americans 1st Team", "Bob Cousy Award" (2006), "Frances Pomeroy Naismith Award" (2006), "NCAA Men's Basketball All-Americans 2nd Team", "Illinois National Player of the Year" (2005).
Brown è stato il giocatore più vincente della storia dei college dell'Illinois (insieme a James Augustine) con 114 vittorie, il giocatore con il maggior numero di minuti giocati (4.698) e più volte schierato in quintetto (136).
Qui ha giocato 137 partite, segnando 1.812 punti (terzo degli Illini), 299 canestri da tre punti (secondo), servendo 674 assist e 231 palle rubate (secondo in entrambe le classifiche). Nella storia della Big Ten Conference è il secondo giocatore più vincente, mentre per gli assist e le triple risulta rispettivamente 5º e 6º.

### Nazionale
Ha partecipato al torneo di qualificazione al campionato del mondo under-19 nel 2002 con la nazionale USA, con cui si è guadagnato un posto per il torneo vero e proprio dell'anno successivo. Dal 2010 ha anche il passaporto italiano.
Ha disputato quindi il Campionato mondiale maschile di pallacanestro Under-19 2003 a Salonicco, in cui gli Stati Uniti hanno ottenuto il 5º posto.

## Palmarès

### Squadra
- Campionato israeliano: 1

Maccabi Tel Aviv: 2008-09
- Campionato bulgaro: 1

Academic Sofia: 2014-15

### Individuale
- Illinois Mr. Basketball: 2002
- McDonald's All-American Game: 2002
- NCAA Midwest Regional Champion e National Championship Finalist:

Illinois Fighting Illini: 2004-05
- Big Ten Conference Men's Basketball 1st Team: 2005, 2006
- Big Ten Conference Men's Basketball Player of the Year: 2005
- NCAA Men's Basketball All-Americans 1st Team: 2005
- Bob Cousy Award: 2006
- Frances Pomeroy Naismith Award: 2006
- NCAA Men's Basketball All-Americans 2nd Team: 2006
- Disputato l'All-Star Game turco: 2008